# Ignota Carta delle libertà

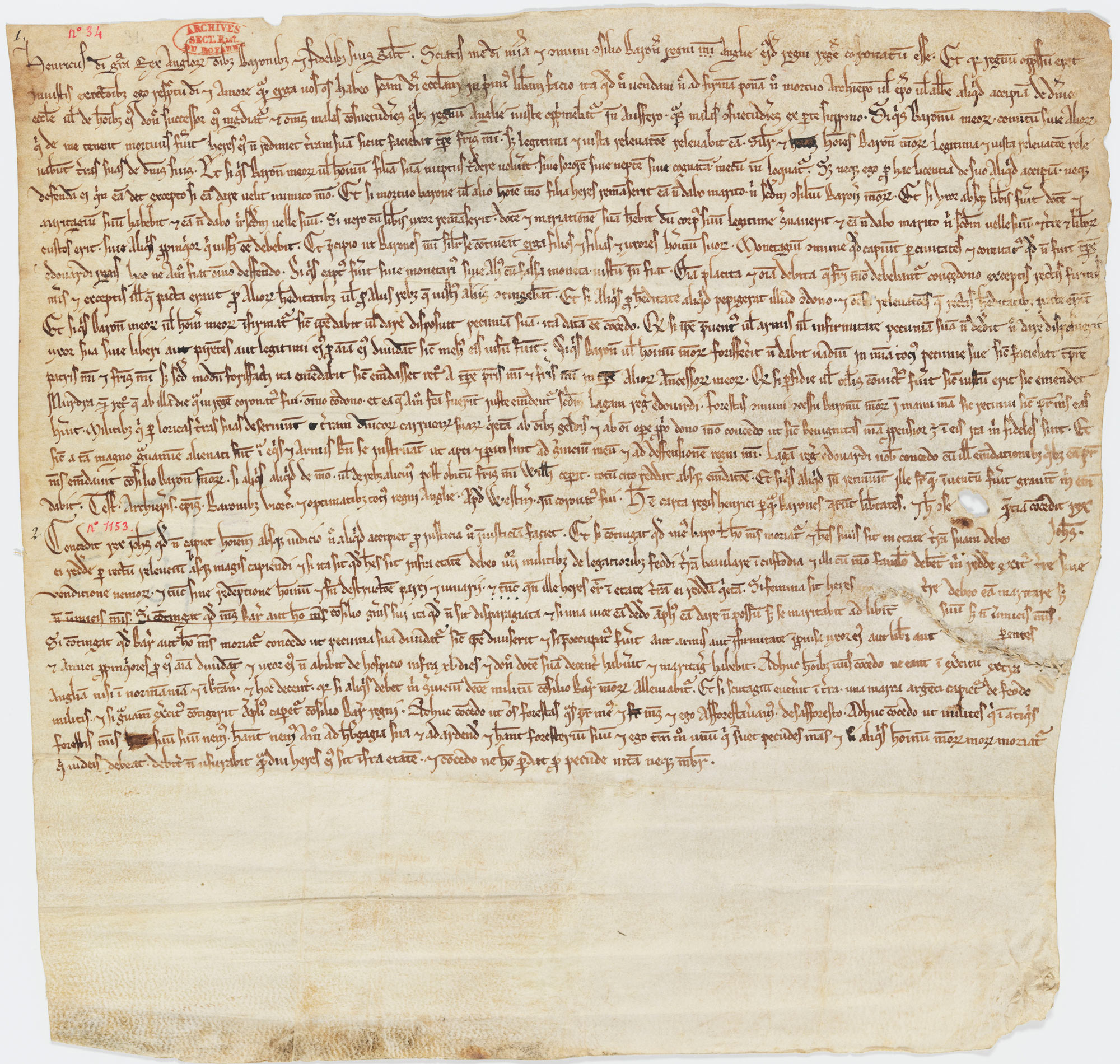
Ignota Carta delle libertà

La cosiddetta Ignota Carta delle libertà (conosciuta in lingua inglese come Unknown Charter) è un documento manoscritto risalente all'inizio del XIII secolo che si ritiene essere un primo elenco di richieste redatte dai nobili del regno di Inghilterra e da presentare al re Giovanni.
Se già i primi due sovrani plantageneti sul trono d'Inghilterra, Enrico II e Riccardo, si erano inimicati i baroni del regno a causa del loro governo autoritario e delle molte tasse imposte per finanziare le campagne militari; gli attriti raggiunsero l'apice con Giovanni, il terzo re plantageneto, a causa della sua sconfitta nella battaglia di Bouvines del 1214 che aveva vanificato anni di sforzi bellici costati elevati capitali. Al fine di raggiungere una pacificazione con i baroni ribelli intenzionati a detronizzare Giovanni, l'arcivescovo di Canterbury Stephen Langton dette inizio a dei negoziati.
L'ignota Carta delle libertà conta 12 clausole, o articoli, in cui si riassumevano le richieste da sottoporre a Giovanni, gran parte delle quali già presenti nello statuto delle libertà concesso da Enrico I d'Inghilterra nel 1100. Tali richiese vennero successivamente riproposte nella carta dei Baroni, redatta probabilmente intorno al 10 giugno 1215, da cui poi si arrivò alla carta definitiva che sarà conosciuta come Magna Carta.
È conosciuta come "ignota" in quanto l'unica copia di tale manoscritto venne scoperta solamente nel 1893 presso gli archivi nazionali francesi. Si tratta di un singolo foglio di pergamena che raggiunse la Francia probabilmente insieme al principe Luigi VIII dopo che aveva dovuto abbandonare il suo tentativo di conquista del trono inglese a seguito di una pesante sconfitta militare colta nel 1217.